# 化合物48/80
化合物48/80是N-甲基-对甲氧基苯乙胺和甲醛缩合产生的聚合物。具有促进组胺释放的作用。在生化研究中被用于促肥大细胞脱颗粒。